# Seznam bank působících v Česku

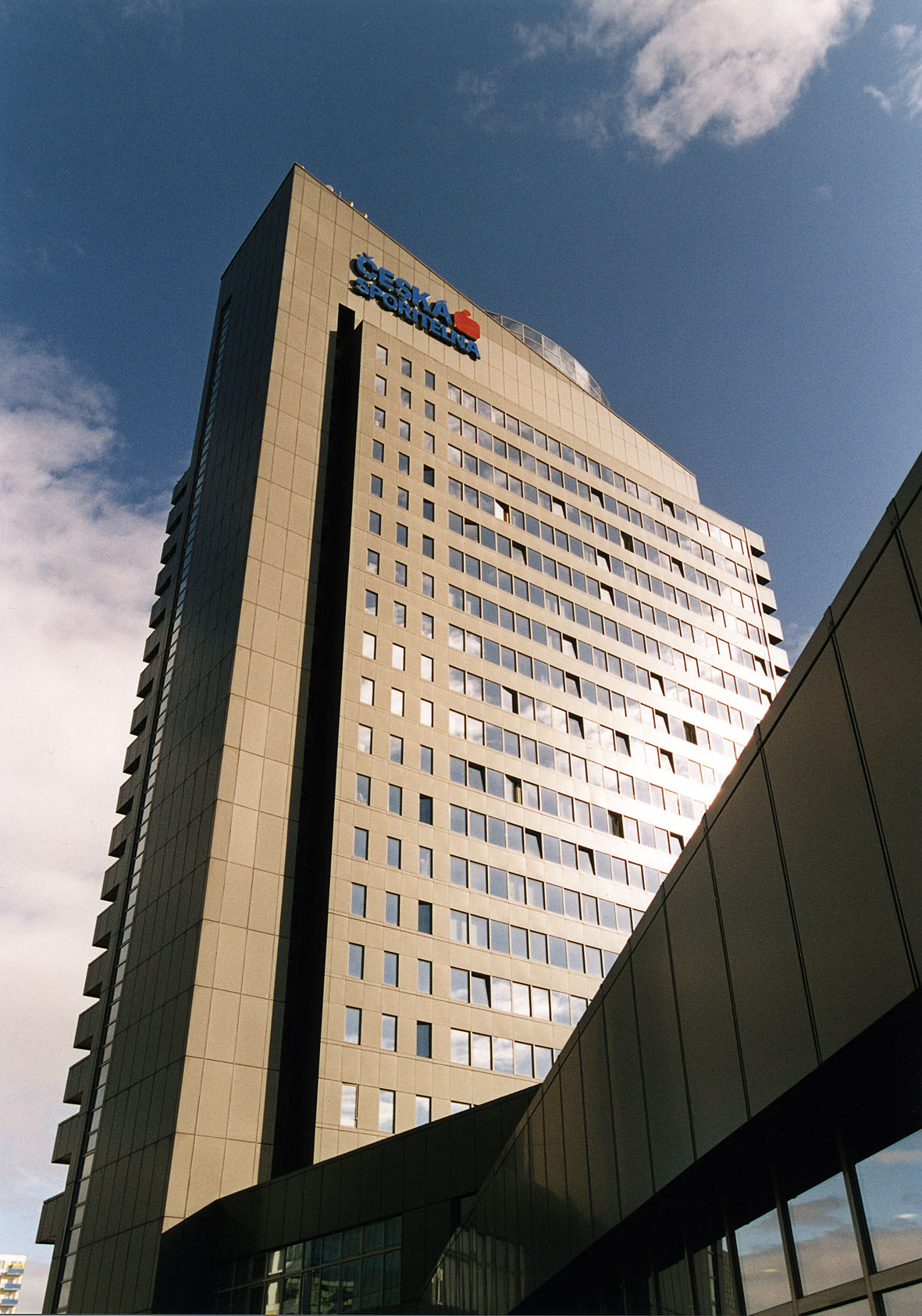
Centrála České spořitelny

Na českém bankovním trhu působí a působilo několik desítek bank. V roce 2016 měla přibližně třetina bank české vlastníky. Ke dni 31. 12. 2022 působilo v ČR 44 bank, z toho 23 jako pobočka zahraniční banky. Pouze 13 peněžních ústavů byly banky s rozhodující českou účastí, z toho 2 banky se státní účastí, a to Národní rozvojová banka a Česká exportní banka. Ze skupiny retailových bank, tj. poskytujících služby drobným klientům (spotřebitelům), má českého nebo československého majitele 8 ze 16 bank.
Každá banka musí ze zákona zveřejňovat a aktualizovat informace o své činnosti a finanční situaci, o majetkoprávních vztazích mezi členy konsolidačního celku, jehož je součástí atd., pod společným označením „Povinně uveřejňované informace“. Rozcestník s odkazy na tyto stránky udržuje centrální banka ČR, kterou je Česká národní banka (ČNB).

## Bilance českých bank
Bilanční suma (objem spravovaných peněz) bankovního sektoru v ČR ke konci roku 2022 činila 8945 mld. Kč. Banky, jejichž bilanční suma tvoří více než 10 % celkové bilanční sumy bankovního sektoru, jsou ČNB označovány jako velké. Naopak banky s podílem pod 2 % jsou považovány za malé. Z hlediska bilanční sumy byla v roce 2022 největší bankou ČSOB (1805 mld. Kč). Podle počtu klientů i čistého zisku byla největší bankou Česká spořitelna.
Aktiva bank v ČR rostou asi o 6 % ročně, říká statistika do roku 2022.
Úvěry poskytnuté klientům ke konci roku 2022 představovaly 46 % celkové bilanční sumy. Ostatními velkými položkami aktiv bank jsou vklady u centrální banky, které tvořily zhruba čtvrtinu bilance, a dluhové cenné papíry, které na celkové bilanci představovaly téměř pětinu. Největším poskytovatelem klientských úvěrů byla na konci roku 2022 Česká spořitelna, jejíž úvěry dosahovaly 22% podílu na trhu, následována ČSOB (21 %) a Komerční bankou (19 %). Celkově tak šest největších bank drželo 91% podíl na celkových úvěrech.
Pasivní straně bilance dominují přijaté vklady (depozita) od klientů, která dlouhodobě tvoří zhruba dvě třetiny bilanční sumy bank.
Ostatními velkými položkami jsou dluhové cenné papíry a vklady od jiných úvěrových institucí (9 % z celkové bilance), kapitál a rezervy.
V roce 2023 stoupl souhrnný čistý zisk českých bank na 104 miliardy korun.

## Seznam českých bank
Tento seznam obsahuje aktivní banky se sídlem na území České republiky. Obsahuje i stavební spořitelny a hypoteční banky; oba druhy subjektů musí mít bankovní licenci. Průběžně aktualizovaný seznam všech firem oprávněných působit jako banka je dostupný na internetových stránkách ČNB.
| Banka                                      | Bilanční suma v mld. Kč (2022) | Majoritní či největší vlastník                            |
| ------------------------------------------ | ------------------------------ | --------------------------------------------------------- |
| Československá obchodní banka              | 1805                           | KBC Bank (100 %)                                          |
| Česká spořitelna                           | 1640                           | Erste Group (100 %)                                       |
| Komerční banka                             | 1304                           | Société Générale (60,4 %)                                 |
| UniCredit Bank Czech Republic and Slovakia | 766                            | UniCredit (100 %)                                         |
| Raiffeisenbank                             | 601                            | Raiffeisen CEE Region Holding (75 %)                      |
| ČSOB Hypoteční banka                       | 389                            | Československá obchodní banka (100 %)                     |
| Moneta Money Bank                          | 387                            | Tanemo a.s. (29,94 %)                                     |
| PPF Banka                                  | 288                            | PPF Financial Holdings (92,96 %)                          |
| Fio banka                                  | 229                            | Fio holding (100 %)                                       |
| J&T Banka                                  | 227                            | J&T Finance Group (90,1 %)                                |
| Air Bank                                   | 152                            | Home Credit (1)                                           |
| ČSOB Stavební spořitelna                   | 137                            | Československá obchodní banka (0,55)                      |
| Banka Creditas                             | 125                            | Creditas (100 %)                                          |
| Modrá pyramida stavební spořitelna         | 101                            | Komerční banka (100 %)                                    |
| Stavební spořitelna České spořitelny       | 71                             | Česká spořitelna (100 %)                                  |
| Raiffeisen stavební spořitelna             | 77                             | Raiffeisenbank (100 %)                                    |
| Trinity Bank                               | 64                             | Trinity Investorská (11,78 %)                             |
| Moneta Stavební spořitelna                 | 33                             | Moneta Money Bank (100 %)                                 |
| Česká exportní banka                       | 32                             | Ministerstvo financí České republiky (84 %)               |
| Národní rozvojová banka                    | 31                             | Ministerstvo průmyslu a obchodu České republiky (33,53 %) |
| Partners Banka                             | N/A                            | Partners Financial Services (81,5 %)                      |

## Pobočky zahraničních bank
- AS Inbank, odštěpný závod
- Bank Gutmann Aktiengesellschaft, pobočka Česká republika
- Bank of China (CEE) Ltd. Prague Branch
- Bank of Communications Co., Ltd., Prague Branch odštěpný závod
- BNP Paribas S.A., pobočka Česká republika
- Citibank Europe plc, organizační složka
- COMMERZBANK Aktiengesellschaft, pobočka Praha
- Dell Bank International Designated Activity Company, Czech Republic Branch

- Deutsche Bank Aktiengesellschaft Filiale Prag, organizační složka
- FCM BANK Praha, odštěpný závod
- HSBC Continental Europe, Czech Republic
- Industrial and Commercial Bank of China Limited, Prague Branch, odštěpný závod
- ING Bank N.V., organizační složka
- mBank S.A., organizační složka
- Oberbank AG pobočka Česká republika
- PARTNER BANK AKTIENGESELLSCHAFT, odštěpný závod
- PKO BP S.A., Czech Branch
- Privatbanka, a.s., pobočka Česká republika
- Saxo Bank A/S, organizační složka
- SMBC Bank EU AG Prague Branch
- Volksbank Raiffeisenbank Nordoberpfalz eG, pobočka Cheb
- Všeobecná úverová banka a.s., pobočka Praha; zkráceně: VUB, a.s., pobočka Praha

## Dřívější banky
Zaniklé banky či banky již bez bankovní licence:
| Banka                                                                                               | Od   | Do   | Osud podniku a společnosti                                                                                                  |
| --------------------------------------------------------------------------------------------------- | ---- | ---- | --- |
| AB banka, a.s (také Agrobanka Mladá Boleslav a.s.)                                                  | 1991 | 1995 | úpadek, v konkursu a likvidaci                                                                                              |
| Agrobanka Praha, a.s                                                                                | 1990 | 1995 | nucená správa v letech 1995 až 1998, prodej části aktiv GE Capital Bank v roce 1998, v likvidaci 1998 až 2021, zanikla 2021 |
| Bank Austria (ČR) a.s. (také Česko-rakouská banka, akciová společnost)                              | 1991 | 1998 | fúze s Bank Austria Creditanstalt Czech Republic, a.s., zanikla 1998                                                        |
| Bank Austria Creditanstalt Czech Republic, a.s. (také Creditanstalt a.s.)                           | 1991 | 2001 | fúze s HypoVereinsbank CZ, zanikla 2001                                                                                     |
| Banka Bohemia, a.s.                                                                                 | 1991 | 1994 | úpadek, v likvidaci 1994 až 2022, zanikla 2022                                                                              |
| Banka Haná, a.s. (také Agrobanka Haná, akciová společnost, BH CAPITAL, a.s.)                        | 1991 | 2000 | fúze s Investiční bankou, v likvidaci od 2012                                                                               |
| Bankovní dům Skala, a.s.                                                                            | 1990 | 1997 | fúze s Union bankou, zanikla 2004                                                                                           |
| COOP BANKA, a.s.                                                                                    | 1992 | 1996 | úpadek, zanikla 2007 |
| Česká banka, a.s.                                                                                   | 1992 | 1995 | úpadek, zanikla 2017 |
| eBanka, a.s. (také Expandia Banka, a.s.; Zemská banka, a.s.; Agrobanka Olomouc, akciová společnost) | 1991 | 2008 | fúze s Raiffeisenbank, zanikla 2008                                                                                         |
| Ekoagrobanka, a.s.                                                                                  | 1990 | 1996 | fúze s Union bankou, v likvidaci                                                                                            |
| Equa bank a.s. (také Banco Popolare Česká republika, a.s. a IC Banka, a.s.)                         | 1993 | 2022 | fúze s Raiffeisenbank, zanikla 2022                                                                                         |
| ERB bank, a.s.                                                                                      | 2008 | 2017 | odebrána licence, likvidace                                                                                                 |
| Evrobanka, a.s.                                                                                     | 1991 | 1994 | fúze s Union bankou, zanikla 2001                                                                                           |
| Foresbank, a.s.                                                                                     | 1993 | 1999 | fúze s Union bankou, zanikla 2012                                                                                           |
| Hello Bank                                                                                          | 2015 | 2023 | úpadek, klienti předáni České Spořitelně                                                                                    |
| HYPO-BANK CZ a.s.                                                                                   | 1991 | 1998 | fúze s Vereinsbank (CZ), zanikla 1998                                                                                       |
| Investiční a poštovní banka, a.s. (také Investiční banka, akciová společnost)                       | 1992 | 2000 | fúze s Československou obchodní bankou, zanikla 2018                                                                        |
| Kreditní a průmyslová banka, a.s. (také EKO banka, a. s.)                                           | 1990 | 1993 | úpadek, v likvidaci |
| Kreditní banka Plzeň, a.s. (také Agrobanka Plzeň, akciová společnost)                               | 1991 | 1996 | úpadek, zanikla 2018 |
| Max banka a.s. (také InterBank, InterBanka, BAWAG Bank CZ, LBBW Bank CZ a Expobank CZ)              | 1991 | 2024 | fúze s Bankou Creditas |
| Moravia banka, a.s.                                                                                 | 1992 | 1999 | úpadek, v konkursu a likvidaci                                                                                              |
| Pragobanka, a.s.                                                                                    | 1990 | 1998 | úpadek, zanikla 2009 |
| Plzeňská banka, a.s.                                                                                | 1993 | 2003 | úpadek, zanikla 2009 |
| Poštovní banka, a.s.                                                                                | 1991 | 1993 | fúze s Investiční bankou, zanikla 1993                                                                                      |
| První slezská banka, a.s.                                                                           | 1993 | 1996 | úpadek, zanikla 2015 |
| Podnikatelská banka, a.s.                                                                           | 1992 | 1996 | nucená správa v letech 1996 až 1998, pak přejmenována na J&T Banka, a.s.                                                    |
| Realitbanka, a.s.                                                                                   | 1991 | 1996 | úpadek, zanikla 2014 |
| Sberbank CZ, a.s.                                                                                   | 1993 | 2022 | odebrána licence, v likvidaci                                                                                               |
| Union banka, a.s.                                                                                   | 1991 | 2003 | úpadek, v konkursu a likvidaci                                                                                              |
| Universal banka, a.s.                                                                               | 1993 | 1999 | úpadek, zanikla 2023 |
| Velkomoravská banka, a.s.                                                                           | 1992 | 1996 | úpadek, zanikla 2018 |
| Wüstenrot hypoteční banka a.s.                                                                      | 2002 | 2021 | fúze s Moneta Money Bank, zanikla 2021                                                                                      |
| Živnostenská banka                                                                                  | 1992 | 2007 | fúze s HVB Bank Czech Republic                                                                                              |